# Stade Metropolitano de Techo
 (avril 2025).
Si vous disposez d'ouvrages ou d'articles de référence ou si vous connaissez des sites web de qualité traitant du thème abordé ici, merci de compléter l'article en donnant les références utiles à sa vérifiabilité et en les liant à la section « Notes et références ».
Le stade Metropolitano de Techo (espagnol : Estadio Metropolitano de Techo) est un stade de football situé à Bogota, en Colombie. 
Le stade possède une capacité de 7 800 places.